# Linus Wahlqvist
Linus Wahlqvist (* 11. listopadu 1996, Norrköping) je švédský fotbalový obránce hrající za Dynamo Drážďany.

## Kariéra
Walhqvist přišel do IFK Norrköping ze svého mateřského klubu Eneby BK v roce 2009. Pro sezonu 2013 byl povýšen do A-týmu a přesunul se z pozice stopera na pravého krajního obránce. Svůj debut v Allsvenskan odehrál 6. dubna 2014 proti Helsingborgs IF. V květnu 2018 se mluvilo o jeho přestupu do Sparty, ke kterému ale nakonec nedošlo, jelikož zamířil do Dynama Drážďany. V červenci 2020 Wahlqvist v klubu skončil kvůli pádu do 3. ligy, který aktivoval klauzuli ve smlouvě o jejím okamžitém ukončení. Následně se vrátil do Norrköpingu.

## Mezinárodní kariéra
Prošel reprezentacemi do 17 let, do 19 let a do 21 let. Za seniorskou reprezentaci odehrál 6 přátelských utkání.